# Patriam Recuperare
Patriam Recuperare, (en français, « Récupération du pays » ) est le nom donné en 1943 à un réseau de la résistance intérieure française (RIF). Il nait de plusieurs groupes constitués à l'initiative d'Albert Kirchmeyer et du colonel Gustave Eychene autour de la loge maçonnique « L'Atelier de la Bastille » créée en 1940 et du Comité d'action maçonnique en 1941. Il implique à l'origine et principalement des francs-maçons de toutes obédiences qui s'opposent tant à l'occupation et à la collaboration qu'à la dissolution de la franc-maçonnerie française. Réseau de résistance à dominance maçonnique, il est actif durant toute la Seconde Guerre mondiale et agit dans la propagande et le renseignement, l'aide aux réfugiés, aux Juifs, aux réfractaires, et engage de nombreuses autres actions de résistance. L'ensemble de ses composantes est reconnu officiellement le 15 mars 1950 par la RIF sous le nom de mouvement Patriam Recuperare.

## Histoire

### 1940-1941
Démobilisé à l'automne 1940, Albert Kirchmeyer (1898-1995) né d'une famille alsacienne dreyfusarde installée à Paris et franc-maçon initié en 1932 dans la loge maçonnique « Les Travailleurs » du Grand Orient de France, rentre sur Paris et découvre les lois antimaçonniques et la politique collaborationniste du Régime de Vichy. En septembre 1940, il fonde avec d'autres francs-maçons, et notamment le colonel Gustave Eychène (1862-1952), une loge clandestine sous le nom d'« Atelier de la Bastille ». Dans le même temps se forment d'autres groupes Liberté, souvent avec les mêmes francs-maçons, mais sans se constituer en loge : le groupe Legrand à Levallois-Perret et le groupe Boutbien à Villeneuve-Saint-Georges.
Le groupe Noël Riou (1898-1964), maçon de la loge parisienne « Les Zélés philanthropes », et deux autres frères, José Roig et Georges Zaborowski, mettent en œuvre la première action de résistance du futur mouvement en septembre 1940. Ils cachent et organisent l’exfiltration de trois aviateurs anglais. Avec l'aide des services secrets britanniques et d'un réseau lillois Pat O'Leary, ils organisent plusieurs passages en zone libre de Juifs, de communistes, de patriotes avant d'être dénoncés. José Roig est arrêté, condamné à mort et exécuté en mars 1941 ; la sœur Marcelle Hugot-Alphand franc-maçonne de la loge d'adoption « Travail et Vrais Amis fidèles » est également arrêtée et meurt en déportation. Noêl Riou, arrêté en octobre 1941, est également déporté et est interné dans plusieurs camps où il survit, libéré en mars 1945, il rentre à Paris en avril 1945.
Au cours de l'hiver 1941, les divers groupes sont amalgamés en un réseau plus vaste qui prend le nom de « Liberté Égalité Fraternité » (LEF) ou groupe Pateau, toujours animé par Kirchmeyer et  Eychène. Ce nouveau groupe recrute principalement dans la police et prend la forme d'un service de renseignement, il est dirigé par Gaston Pateau commissaire de police
En janvier 1941, Albert Kirchmeyer et Gustave Eychène sont rejoints par plusieurs autres francs-maçons dont notamment, le général Ambroise Peloquin, le député des Vosges et ministre Marc Rucart, ou encore le professeur Louis Lapicque, initié en 1902 et membre de l'« Académie des sciences ». Dans le laboratoire de la faculté des sciences de ce dernier, ils créent un Grand conseil provisoire de la maçonnerie française qui prendra ultérieurement le nom de Comité d'action maçonnique (CAM). Plusieurs dignitaires du Grand Orient de France notamment rejoignent ce groupe dans le but de faire entendre la voix du Grand Orient à Londres. Leur activisme permet la réactivation ou la création de 211 loges clandestines réparties dans 60 départements.

### 1941-1943
Pour élargir son influence, le réseau se structure et s'agrandit. Kirchmeyer et Eychène créent deux nouvelles associations : Le Cercle et La Ligue.
Le Cercle a vocation à rassembler divers hommes politiques, intellectuels, personnalités de la société civile, il s'ouvre et ne regroupe pas uniquement des francs-maçons. Le Cercle est très actif, organise un réseau de renseignements, de propagande, de camouflage aux réfractaires du Service de travail obligatoire (STO), organise filières et coupures en cas de danger. Ce groupe compte jusqu'à 200 membres, il est présent dans divers mouvements et sert également d'agent de liaison avec Londres.
En 1942, les divers groupes constitués depuis 1940 se rassemblent au domicile de Kirchmeyer et adoptent le texte fondateur qui constitue La Ligue et précise son objet : celui d'aider à là libération de la France et de s'inscrire dans la restauration des institutions républicaines après la victoire. La Ligue reconnaît le Comité national français installé à Londres, comme seule instance légitime pour réorganiser le pays après la libération. Le texte est remis à Londres par le représentant de la France Libre, le commandant Frédéric Manhès. Gustave Eychène fonde en 1942, un journal clandestin, La Nouvelle République, dont le premier numéro est diffusé le 22 du mois de novembre ; Gaston Thil, franc-maçon de la loge Thélème, prend la direction des deux douzaines de numéros que le Cercle produit jusqu'au début 1943.
En février 1943, le réseau va subir de lourdes pertes. Repéré depuis 1942, par les inspecteurs de la police anti-communiste qui travaillent pour la Gestapo, de nombreux francs-maçons et membres du réseau sont arrêtés. Pierre Borderie, Léon Boutbien, Frédéric Mahnès, Marcel Cerbu, Gaston Pateau et les principales têtes de groupe, les fondateurs du réseau Albert Kirchmeyer et Gustave Eychène sont appréhendés. Soixante neuf personnes sont arrêtés au total selon les archives de la Préfecture de Paris, quarante sont relâchés faute de preuve de leur implication dans le réseau, vingt-sept sont remis aux autorités allemandes. 
Lors de son arrestation Albert Kircheyer a sur lui divers documents sur les activités des réseaux et une forte somme d'argent en liquide. Les charges pesant contre lui le présentent comme un « chef de groupe de francs-tireurs, francs-maçons LEF », il est incarcéré le 6 avril 1943 à la prison de la santé. Il est livré à la police allemande le 28 avril, il est « interrogé » deux fois par la Gestapo, puis enfermé à la prison de Fresnes pour être finalement déporté en 1944 comme « Nuit et brouillard » (en allemand « Nacht und Nebel », ou NN). Il survit à sa détention après avoir été interné à Buchenwald et Mauthausen, sa détention se poursuit au sous-camp de Güsen en avril 1945. Libéré début mai, il est de retour à Paris le 31 mai 1945.

### 1943-1945
Gustave Eychène qui est relâché faute de preuve suffisante, reprend le réseau malgré un âge avancé avec l'aval de Jean Moulin, récent représentant du Comité national français pour l'ensemble de la France. Au cours de ces semaines de restructuration, la nouvelle équipe décide de transformer toutes les composantes du Cercle et de La Ligue en un seul mouvement, il lui donne alors le nom de Patriam Recuperare (PR), la connotation moins maçonnique de celui-ci correspondant mieux à toutes les composantes du réseau qui comprenaient aussi de très nombreux résistants non francs-maçons. Le mouvement intègre dès lors le Conseil national de la résistance. De 1943 à 1944, le mouvement regroupe plus de trois cents membres, dont une moitié de francs-maçons, une grande partie des agents sont issus des milieux de la Police, de l'enseignement ou des professions médicales. Sa sensibilité est majoritairement de gauche, proche de la mouvance socialiste et républicaine. Le mouvement se déploie principalement sur Paris et sa banlieue, il continue ses actions clandestines jusqu’à la fin de la guerre.
Albert Kirchemyer toujours détenu, la direction crée en octobre 1944 son comité directeur à la demande du Conseil national de la résistance, il est placé sous la présidence de Louis Lapicque. Gustave Eychène est désigné par le groupe pour siéger à l'Assemblée consultative provisoire à la libération, il en est le doyen, il cède volontairement sa place à Albert Kirchemyer revenu de déportation fin mai 1945, qui le remplace jusqu'en juillet à la dissolution de cette assemblée. Le groupe cesse alors toute activité.

## Composante et reconnaissance
En 1948, Albert Kirchemeyer entame le travail de reconnaissance du mouvement. Patriam Recuperare est reconnu comme mouvement de la Résistance intérieure française, par homologation du 15 mars 1950. Le mouvement regroupe plusieurs associations de résistants qui sont actives dès le début de l'occupation en septembre 1940. Les groupes historiques qui forment le mouvement sont :
- L'Atelier de la Bastille
- Le Comité d'Action Maçonnique
- Le groupe Liberté
- L. E. F. (Liberté, Égalité, Fraternité)
- Le Cercle
- La Ligue

Le 9 avril 1952, le colonel Gustave Eychène s’éteint à Paris, Albert Kirchemeyer fondateur historique du réseau s’éteint à son tour en 1995, à l'âge avancé de 97 ans

## Loge Patriam Recuperare
À la libération le 20 avril 1945, une association loi 1901 qui porte le nom de Patriam Recuperare est créée dont le siège est situé au domicile de Kirchmeyer et dans le but de maintenir des liens entre les membres du réseau, le 22 du même mois, les feux d'une loge maçonnique éponyme sont allumés au sein du Grand Orient de France, exclusivement composé de francs-maçons membres du réseau PR,.